# 입상

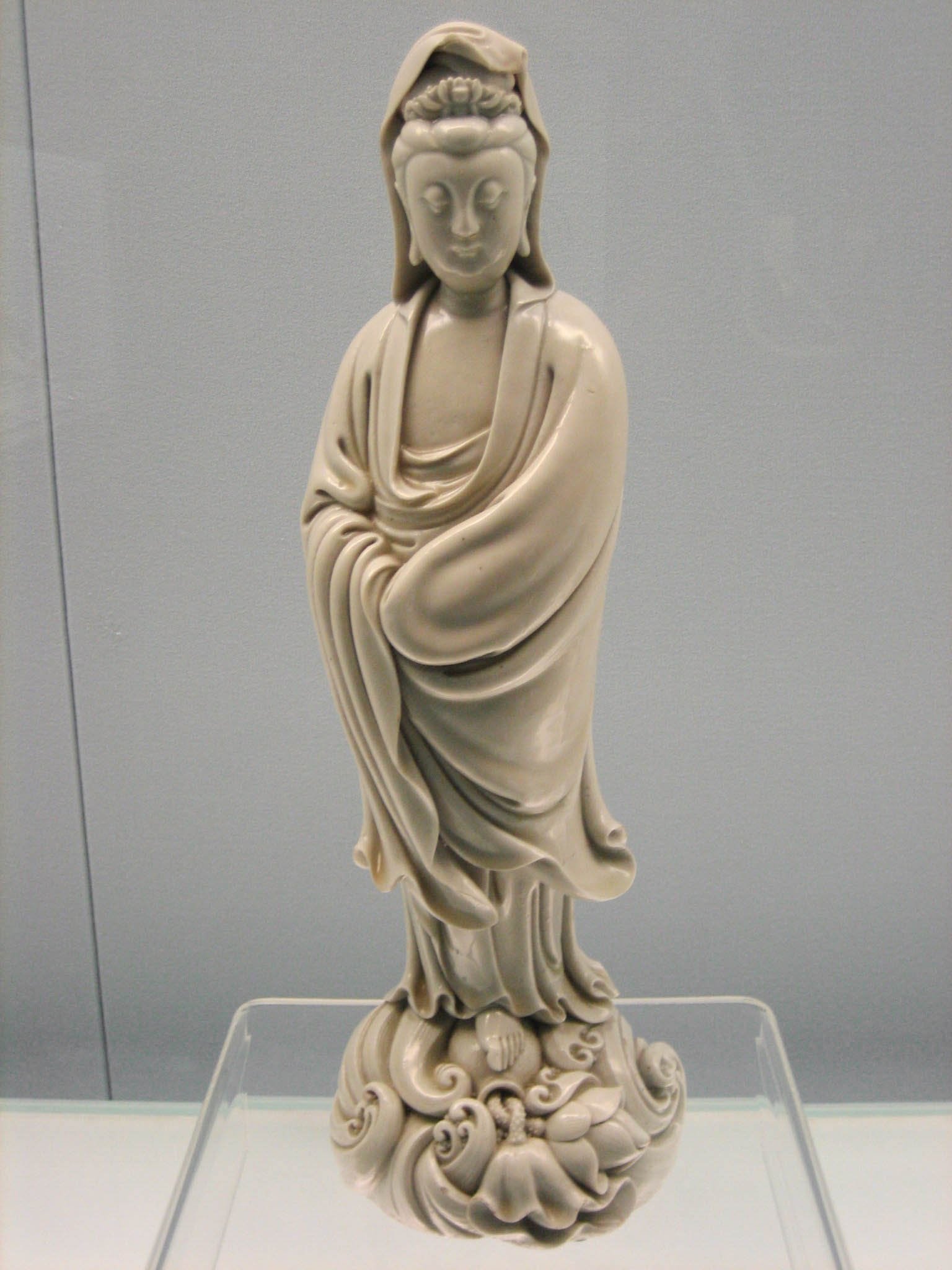
명나라 관세음보살 입상

입상(figurine) 또는 조각상은 인간, 신 또는 동물, 실제로는 한 쌍 또는 소그룹을 나타내는 작은 3차원 조각품이다. 입상은 점토, 금속, 나무, 유리 등 다양한 매체로 만들어졌으며 오늘날에는 플라스틱이나 수지가 가장 중요하다. 도자기로 만들지 않은 도자기 입상은 역사적 맥락에서 테라코타라고 불린다.
팔다리의 자세를 취할 수 있는 움직이는 부품이 있는 입상은 인형, 마네킹 또는 액션 피겨로 불릴 가능성이 높다. 또는 스스로 움직일 수 있는 경우 로봇이나 오토마타 등이 있다. 입상과 미니어처는 때때로 체스와 테이블탑 롤플레잉 게임과 같은 보드 게임에 사용된다.
입상과 상 (형상)의 주요 차이점은 크기이다. 합의된 제한은 없지만 일반적으로 최대 60cm(2피트) 높이의 물체를 "입상"이라고 부르지만, 대부분의 유형은 높이가 1피트(30cm) 미만이다.

## 역사
중국에는 신석기 시대 입상이 현존한다.